# متحف القضاء وحقوق الإنسان
متحف القضاء وحقوق الإنسان وسابقا متحف العدالة هو متحف تونسي يقع في تونس العاصمة.

## المجموعات
يقع هذا المتحف في مقر وزارة العدل التونسية، ويحتوي على مجموعة كبيرة من الوثائق التاريخية الخاصة بتاريخ القضاء والقانون التونسي، تغطي كل تاريخ تونس ابتداءً من العهد البربري فيما قبل التاريخ (حضارة قبصية) ثم العهود القرطاجية والرومانية والوندالية والبيزنطية والأغلبية والفاطمية والصنهاجية والموحدية والحفصية والعثمانية والحسينية وأخيرا عهد الاستقلال وما بعد الاستقلال. يمكن الإطلاع على العشرات من هذه الوثائق عبر صفحة المتحف على موقع الوزارة.

## روابط خارجية
- صفحة المتحف على موقع وزارة العدل.